# Jeff Healey
Jeff Healey, rodným jménem Norman Jeffrey Healey (25. března 1966 – 2. března 2008) byl kanadský zpěvák a kytarista.
V dětství byl adoptován a své pravé rodiče nikdy nepotkal; když mu byl jeden rok, ztratil kvůli retinoblastomu, nádoru oka, zrak. Jeho oči byly chirurgicky odstraněny a nahrazeny očními protézami. Na kytaru se kvůli své slepotě naučil tak, že ji měl položenou v klíně. Svou první skupinu nazvanou Blue Direction založil v patnácti. Od poloviny osmdesátých let vystupoval se skupinou The Jeff Healey Band.
Mimo kytary hrál také na trubku a klarinet v jazzové skupině Jazz Wizards. Rovněž byl sběratelem starých gramofonových desek, kterých vlastnil více než 30 000. V lednu 2007 podstoupil operaci, při které mu byly odstraněny metastatické tkáně z obou plic; v předchozích měsících mu byly z nohou odstraněny sarkomy. Zemřel na rakovinu plic v březnu 2008. O rok později byl uveden do Terry Fox Hall of Fame.

## Diskografie
- See the Light (1988)
- Hell to Pay (1990)
- Feel This (1992)
- Cover to Cover (1995)
- Get Me Some (2000)
- Among Friends (2002)
- Live at Healey's (2003)
- Adventures in Jazzland (2004)
- It's Tight Like That (2006)
- Mess of Blues (2008)
- Songs from the Road (2009)
- Last Call (2010)